# Фложерг, Пьер-Франсуа
Пьер Франсуа Фложерг (14 января 1767, Санкт-Сиприен, Аверон (по другим данным, Родез) — 31 октября 1836, Бри, Арьеж) — французский юрист и политический деятель, принимавший активное участие в политической жизни страны в период с января 1813 по сентябрь 1816 года.

## Биография
В 1789 году был адвокатом при тулузском парламенте, в 1792 году стал президентом администрации департамента Аверон; во время террора был вынужден скрываться как сторонник жирондистов, к работе в администрации Родеза смог возвратиться в 1796 году. С 1799 по 1810 год был су-префектом Вильфранш-сур-Мер. 6 января 1813 года вступил в Законодательный корпус, где был членом той комиссии, в лице которой это собрание впервые решилось оказать оппозицию императору; в частности, в декабре 1813 года был в составе «комитета трёх», представившего императору доклад о положении дел в стране. Во время первой Реставрации отстаивал политическую свободу. Во время Ста дней был вице-президентом Палаты депутатов; после Ватерлоо 21 июня 1815 года вошёл в состав «комиссии пяти» (включавшей президента и вице-президента Палаты депутатов), которая совместно с Палатой пэров и правительством должна была оценить положение в стране; был в числе комиссаров, которые вели переговоры с союзными войсками.
Четырежды был депутатом Палаты депутатов от Аверона: с 6 января 1813 по 4 июня 1814 года (от оппозиции), с 4 июня 1814 по 20 марта 1815 года (от роялистов), с 15 мая 1815 по 13 июля того же года (от оппозиции), с 22 августа 1815 по 5 сентября 1816 года (от умеренных). Был автором двух брошюр: «De la Représentation nationale et des principes sur la matière des élections» (Париж, 1820) и «Application à la crise du moment des principes exposés dans la brochure intitulée la Représentation nationale etc.», которые привлекли в своё время большое общественное внимание.